# Жборовцы
Жборовцы (укр. Жборівці) — село в Кольчинской поселковой общине Мукачевского района Закарпатской области Украины.
Население по переписи 2001 года составляло 335 человек. Почтовый индекс — 89636. Телефонный код — 3131. Занимает площадь 0,812 км². Код КОАТУУ — 2122755301.